# Галочи
Галочи (укр. Галочі) — село, относится к Окнянскому району Одесской области Украины.
Население по переписи 2001 года составляло 3 человека. Почтовый индекс — 67930. Телефонный код — 4861. Занимает площадь 0,95 км². Код КОАТУУ — 5123181303.

## История
В 1945 г. Указом ПВС УССР поселок Колония Галочи переименован в Галочи.

## Местный совет
67930, Одесская обл., Окнянский р-н, с. Довжанка